# Efterskoleliv - 300 dage på Samsø
Efterskoleliv - 300 dage på Samsø er en ungdomsfilm fra 2003 instrueret af Peter Engel efter eget manuskript.

## Handling
Efterskoleliv er blevet en livsstil. I skoleåret 2002/2003 tog 23.000 danske unge på efterskole. For den enkelte er det en stor beslutning. Man flytter hjemmefra. Væk fra forældre, klassekammerater, venner og kærester. På efterskolen kan du ikke gemme dig, problemer skal løses med det samme, og der er mange at tage hensyn til i et stort demokrati. Det skaber hjemve, intriger og jalousi, men også stærke venskaber. Kærester cirkulerer, scorelister hænger til offentlig skue, og mange får deres seksuelle debut under opholdet. Filmen følger eleverne på Nord-Samsø Efterskole gennem et intenst år. Nogle finder sig ikke til rette og dropper ud før tid. De fleste udvikler sig eksplosivt og synes, det er det bedste, de nogensinde har oplevet.